# Bistum Langres
Das Bistum Langres (lateinisch Dioecesis Lingonensis, französisch Diocèse de Langres) ist eine in Frankreich gelegene römisch-katholische Diözese. Der Bischof und seine Dienststellen befinden sich in Chaumont. Das Gebiet der Diözese entspricht dem Département Haute-Marne.

## Geschichte

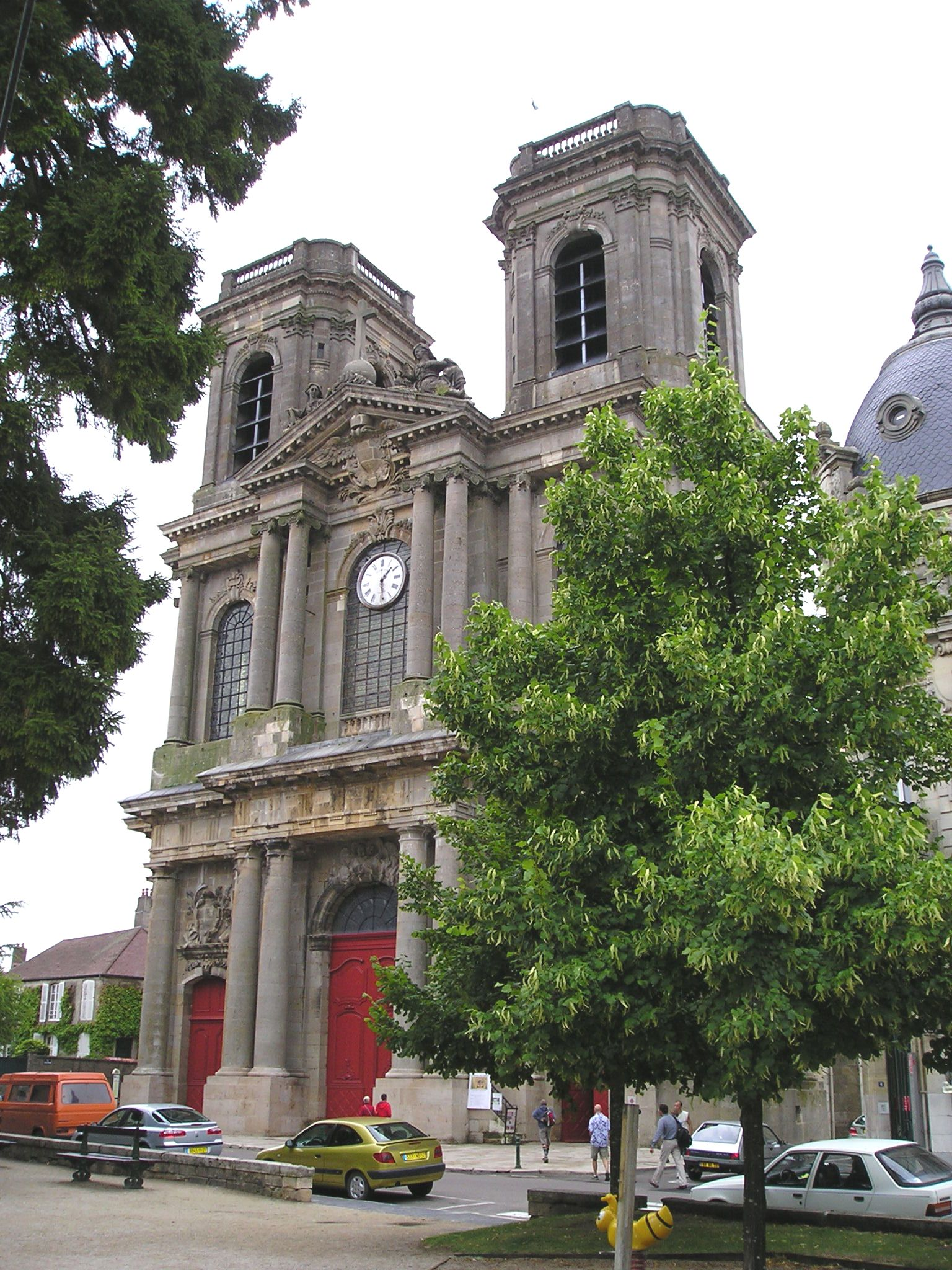
Kathedrale Saint-Mammès in Langres

Das Bistum Langres wurde im 3. Jahrhundert als Suffragan von Lyon errichtet. Zu den ersten Bischöfen im 3./4. Jahrhundert zählt der heilige Desiderius. Im Mittelalter gehörte es zu den bedeutendsten und reichsten Diözesen Frankreichs. Sein Gebiet reichte im Süden bis nach Dijon, im Westen bis vor die Tore von Auxerre. Die Bischöfe von Langres führten den Titel Pair von Frankreich. Für das religiöse Leben war die starke Präsenz der Zisterzienser bedeutsam. 
1731 wurde Dijon mit seinem Umland von Langres abgetrennt und zum Bistum erhoben. Das Bistum Langres wurde nach der Französischen Revolution und dem Ende des Ancien Régime im Zuge der kirchlichen Neuordnung 1801 aufgehoben und unter die Bistümer Dijon und Troyes aufgeteilt. 1822 wurde es in den heutigen Grenzen wiedererrichtet. Am 16. Dezember 2002 wurde Langres aus der Kirchenprovinz Lyon in die Kirchenprovinz Reims umgegliedert.